# Loxococcus
Loxococcus là một chi thực vật có hoa thuộc họ Arecaceae. 
Chi này có các loài sau:
- Loxococcus rupicola

Danh sách này không đầy đủ, bạn cũng có thể giúp mở rộng danh sách.